# Fontaine de Joyeuse
Fontaine de Joyeuse är en fontän i Quartier des Archives i Paris tredje arrondissement. Den nuvarande fontänen skapades år 1847 med dekorationer av skulptören Isidore-Romain Boitel (1812–1861) och är belägen vid Rue de Turenne 41. 
Fontaine de Joyeuse är sedan år 1925 ett monument historique.

## Omgivningar
- Saint-Denys-du-Saint-Sacrement
- Saint-Nicolas-des-Champs
- Sainte-Élisabeth-de-Hongrie
- Couvent des Madelonnettes
- Hospice des Enfants-Rouges
- Saint-Merri
- Saint-Paul-Saint-Louis
- Saint-Jacques-la-Boucherie
- Fontaine de Paradis
- Fontaine des Haudriettes
- Fontaine Boucherat

## Bilder
| - Fontänens staty. - Fontänen är om natten upplyst. |